# Бой при Белоградчик
Боят за Белоградчик на 6 ноември 1885 г. е бой от Сръбско-българската война. Завършва с поражение и отблъскване на сърбите от защитниците на града.

## Стратегическо значение на Белоградчик
Оградена от Западния Балкан, Белоградчишката крепост контролира още от османско време изходите на старопланинските проходи между долината на Тимок и Видин. Това обстоятелство я прави важна в плановете на сръбското командване за изолиране на основната цел – столицата София, от Дунавска България. Към Белоградчик е насочено дясното (южното) крило на Тимошката армия – 14-и пехотен полк II призив (четири батальона пехота с поддържащи артилерия и кавалерия).

## Сръбското настъпление
Ден след избухването на войната, на 3 ноември, 14-и полк прекосява границата и се насочва към Белоградчик от две страни – с три батальона през Кадъбоазкия, а с четвъртия през Светиниколския проход. Главната колона влиза в по-сериозен досег с българите на следващия ден, след като заема Салаш и изкачва рида Ведерник. В подкрепа на малобройния белоградчишки гарнизон командващият войските в Северозападна България капитан Атанас Узунов изпраща три чети плевенски, варненски и русенски доброволци начело с поручик Панайот Дворянов. Дворянов получава и няколкостотин опълченци от Кутловица, но повечето от тях се разбягват още при първата престрелка със сърбите на 4 ноември при село Калугер. В защита на Белоградчик остава гарнизонът от една рота запасняци, две доброволчески чети (русенската е пратена да пази пътя през Чупрене) и известен брой опълченци – общо малко над 700 души без полева артилерия и с ограничени запаси от муниции.

## Българският отпор
С тези сили на 6 ноември Дворянов посреща противника на западните подстъпи на Белоградчик и ги обръща в бягство. До тази развръзка се стига, след като малка част от българите нападат от засада сръбската колона. Преследвани повече от 2 km., сърбите дават близо 50 убити и стотина пленници. На следващия ден (7 ноември) Дворянов прогонва – този път без бой – и втората сръбска колона, наближила Белоградчик от юг през прохода Свети Никола и село Пролазница.